# Град (шхуна, 1831)
«Град» — парусная шхуна Балтийского флота Российской империи, находившаяся в составе флота с 1831 по 1862 год. Во время несения службы в составе флота совершала плавания в акватории Балтийского моря, Финского, Рижского и Ботнического заливов, использовалась в качестве учебного, транспортного, конвойного, крейсерского, гидрографического и брандвахтенного судна, принимала участие в Высочайшем смотре судов Балтийского флота в 1856 году. По окончании службы шхуна была продана на слом.

## Описание судна
Парусная шхуна с деревянным корпусом, длина шхуны между перпендикулярами по сведениям из различных источников составляла от 30,48 до 30,5 метра, ширина без обшивки от 7,6 до 7,61 метра, а осадка — 3 метра. Вооружение судна состояло из 16-ти орудий. Шхуна была единственным парусным судном Российского императорского флота, носившим это наименование.

## История службы
Шхуна «Град» была заложена на стапеле Охтенской верфи 30 декабря 1830 (11 января 1831) года и после спуска на воду 8 (20) августа 1831 года вошла в состав Балтийского флота России. Строительство вёл корабельный мастер 6-го класса полковник В. Ф. Стоке.
Осенью 1831 года выходила в плавание в Финском заливе до Красной Горки. В кампанию 1832 года находилась в составе эскадры капитана 1-го ранга А. П. Лазарева, которая обеспечивала транспортировку осадной артиллерии из Кронштадта в Данциг, после чего вернулась в Кронштадт. В 1833 году выходила в практическое плавание в Финский залив в составе эскадры, при этом 17 (29) августа наскочила на камни и получила повреждения.
В кампанию 1834 года совершила плавание из Кронштадта в Мемель, затем в мае того же года в составе отряда выходила к острову Гогланд для встречи принца Оранского и прусских принца и принцессы, после чего ушла в практическое плавание в Финский залив. В июле следующего 1835 года в составе эскадры вице-адмирала П. И. Рикорда принимала участие в переброске из Кронштадта в Данциг отряда Гвардейского корпуса, а в сентябре того же года в перевозке его в Ревель, после чего заняла брандвахтенный пост на ревельском рейде.
В кампанию 1836 года несла брандвахтенную службу на ревельском рейде, после чего совершила плавания из Ревеля в Ригу. Также в кампанию этого года принимала участие в практическом плавании в Финском заливе.
В кампании следующего 1837 года также принимала участие в практических плаваниях в Финском заливе и между его портами. В 1838 и 1839 годах несла брандвахтенную службу на свеаборгском рейде и участвовала в практических плаваниях в том же заливе, при этом командир шхуны капитан-лейтенант А. А. Шатилов в 1839 году был награждён орденом Святого Станислава IV степени. В кампанию 1840 года выходила в практическое плавание и в крейсерство в Финском заливе до Красной горки, а в конце кампании этого года подверглась капитальному ремонту в Кронштадте. В следующем 1841 году несла службу на кронштадтском рейде и вновь выходила в практическое плавание в Финский залив и Балтийское море. 
В 1842 году совершила переход из Кронштадта в Ригу и в кампании с 1842 по 1848 годов несла там брандвахтенную службу. В 1849 году выходила в плавания в Финский, Рижский и Ботнический заливы, несла брандвахтенную службу на рижском рейде, а также совершала плавания между Ригой и Кронштадтом. В кампанию 1851 года находилась в практических и крейсерских плаваниях в Финском заливе, а также принимала участие в гидрографических работах в том же заливе и Балтийском море. В кампанию следующего 1852 года также помимо практических плаваний использовалась для проведения описи и промеров финляндских шхер. В 1853 году принимала участие в практических плаваниях в Финском заливе и между его портами. В 1854 и 1855 годах использовалась в качестве брандвахтенного судна в Кронштадтском порту. В кампанию 1856 года совершала плавания между портами Финского залива, в финляндских шхерах и Балтийском море, а 23 июля (4 августа) 1856 года принимала участие в Высочайшем смотре судов Балтийского флота на Кронштадтском рейде.
В 1861 году шхуна была продана на слом, а 16 (28) января 1862 года исключена из списков судов флота.

## Командиры шхуны
Командирами парусной шхуны «Град» в составе Российского императорского флота в разное время служили:
- лейтенант С. П. Тыринов (1831—1833 годы)[33];
- капитан-лейтенант А. И. де Траверсе (до августа 1834 года)[34];
- лейтенант И. И. Тимирев (с августа 1834 года)[35];
- лейтенант а с 28 марта (9 апреля) 1836 года капитан-лейтенант Ф. Д. Нордман (1835—1837 годы)[12];
- капитан-лейтенант князь И. А. Мышецкий (1838 год)[36];
- капитан-лейтенант А. А. Шатилов (1839—1840 годы)[37];
- капитан-лейтенант Е. Н. Броун (1841—1842 годы)[38];
- подполковник, а с 26 марта (7 апреля) 1844 года полковник корпуса флотских штурманов И. Н. Иванов (1843—1847 годы)[39];
- капитан-лейтенант А. И. Мазуров (1848 год)[40];
- капитан-лейтенант А. П. Каменский (1851—1853 годы)[41];
- капитан-лейтенант К. М. Пасынков (1856 год)[42];
- капитан 2-го ранга А. П. Каменский (1856 год)[41].